# Бунвілл (Міссурі)
Бунвілл (англ. Boonville) — місто (англ. city) в США, в окрузі Купер штату Міссурі. Населення — 7964 особи (2020).

## Географія
Бунвілл розташований за координатами 38°57′23″ пн. ш. 92°45′4″ зх. д. / 38.95639° пн. ш. 92.75111° зх. д. (38.956477, -92.751075).  За даними Бюро перепису населення США в 2010 році місто мало площу 18,67 км², з яких 17,85 км² — суходіл та 0,83 км² — водойми. В 2017 році площа становила 20,79 км², з яких 19,91 км² — суходіл та 0,88 км² — водойми.

## Демографія
Згідно з переписом 2010 року, у місті мешкало 8319 осіб у 2918 домогосподарствах у складі 1787 родин. Густота населення становила 446 осіб/км².  Було 3294 помешкання (176/км²).
Расовий склад населення:
| - 83,1 % — білих - 13,3 % — чорних або афроамериканців - 0,6 % — азіатів - 0,4 % — корінних американців |

До двох чи більше рас належало 2,2 %. Частка іспаномовних становила 1,9 % від усіх жителів.
За віковим діапазоном населення розподілялося таким чином: 20,3 % — особи молодші 18 років, 65,1 % — особи у віці 18—64 років, 14,6 % — особи у віці 65 років та старші. Медіана віку мешканця становила 34,6 року. На 100 осіб жіночої статі у місті припадало 123,4 чоловіків;  на 100 жінок у віці від 18 років та старших — 130,5 чоловіків також старших 18 років.
Середній дохід на одне домашнє господарство  становив 46 696 доларів США (медіана — 34 705), а середній дохід на одну сім'ю — 56 495 доларів (медіана — 50 265). Медіана доходів становила 32 763 долари для чоловіків та 29 883 долари для жінок. За межею бідності перебувало 17,7 % осіб, у тому числі 26,8 % дітей у віці до 18 років та 8,7 % осіб у віці 65 років та старших.
Цивільне працевлаштоване населення становило 3410 осіб. Основні галузі зайнятості: освіта, охорона здоров'я та соціальна допомога — 23,4 %, роздрібна торгівля — 15,2 %, мистецтво, розваги та відпочинок — 14,5 %.